# Michael G. Hagerty
Pour les articles homonymes, voir Hagerty.
Michael G. Hagerty, est un acteur américain, né le 10 mai 1954 à Chicago, (Illinois, États-Unis), et mort le 5 mai 2022 à Los Angeles, (Californie, États-Unis).

## Biographie
Michael G. Hagerty est surtout connu pour avoir joué dans Friends.

## Filmographie
- 1983 : Doctor Detroit : Cop #2
- 1985 : Turk 182! : Mayor's Bodyguard
- 1985 : Comment claquer un million de dollars par jour? (Brewster's Millions) de Walter Hill : Furniture Warehouseman
- 1986 : Rien en commun (Nothing in Common) : Eric
- 1987 : Un couple à la mer (Overboard) : Billy Pratt
- 1988 : Double Détente (Red Heat) de Walter Hill : Pat Nunn
- 1990 : Dick Tracy : Doorman
- 1990 : La Mort sera si douce (After Dark, My Sweet) : Truck Driver
- 1991 : Un bon flic (One Good Cop) : Walsh
- 1991 : Un privé en escarpins (V.I. Warshawski) : Babe
- 1992 : Wayne's World : Davy
- 1992 : Frozen Assets de George Trumbull Miller : Voice Actor (voix)
- 1993 : Rio Diablo (TV) : Dyke Holland (Walker Gang member)
- 1993 : So I Married an Axe Murderer : Obituary Writer
- 1993 : The Building (série télévisée) : Finley
- 1994 : The George Carlin Show (série télévisée) : Frank
- 1994 : Seinfeld (série télévisée) : Rudy
- 1995 : Stuart sauve sa famille (Stuart Saves His Family) : Cop
- 1996 : Space Truckers : Tommy
- 1996 : Friends : Treeger le concierge
- 1997 : The Practice : Saison 1 épisode 2
- 1997 : Speed 2 : Cap sur le danger (Speed 2: Cruise Control) : Harvey
- 1998 : Point de rupture (Break Up) : George
- 1998 : I Woke Up Early the Day I Died : Flop House Manager
- 1999 : Un coup d'enfer (Best Laid Plans) : Charlie
- 1999 : Austin Powers 2 : L'Espion qui m'a tirée (Austin Powers: The Spy Who Shagged Me) : Peanut Vendor
- 1999 : Inspecteur Gadget (Inspector Gadget) : Sikes
- 2000 : The Near Future (TV) : The Killer
- 2001 : Backflash (vidéo) : Red
- 2002 : Frank McKlusky, C.I. (vidéo) : Earl
- 2005 : Desperate Housewives : Gus le facteur
- 2006 : The Last Time : Brekenridge
- 2006 : Lucky Louie (série télévisée) : Mike
- 2013 : Grey's Anatomy (Saison 9, ep. 21) : Al
- 2014 : Back in the Day : Principal Teagley
- 2014 : Brooklyn Nine-Nine (Saison 1, ep. 1 & 2): Capitaine McGinley
- 2016 : Shameless (Saison 6, ep. 3 & 12): Ron